# 뮈퍼 부다페스트

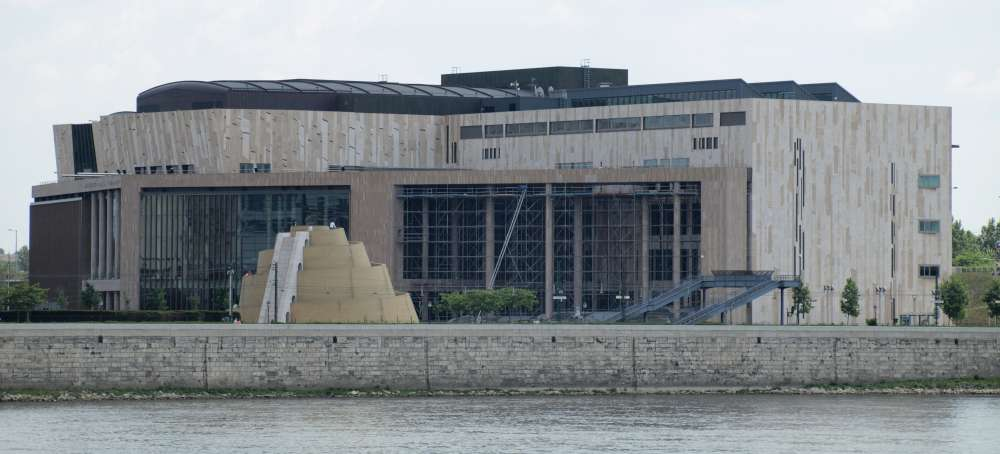
뮈퍼 부다페스트

뮈퍼 부다페스트(헝가리어: Müpa Budapest)는 헝가리 부다페스트 페렌츠바로시에 있는 문화 시설이다. 2005년 3월에 공식 개관했다. 라코치 다리 근처에 위치한 이 건물은 조보키, 데메테르 앤 파트너스 건축 사무소가 설계했다. 2002년에 개관한 국립극장이 바로 옆에 있다. 대지면적은 10,000 m2이며, 연면적은 70,000 m2다. 2006년 국제건축가협회로부터 우수상(Prix d'Excellence)을 수상했다.

## 시설
- 버르토크 국립 콘서트홀

높이 25m, 너비 25m, 길이 52m로 총 1,699명을 수용할 수 있는 콘서트홀이다.
- 루트비히 미술관

현대 미술관이다.
- 페스티벌 극장

452석 규모의 공연장이다.